# Золотой глобус (премия, 2007)
64-я церемония вручения наград премии «Золотой глобус»

15 января 2007
Лучший фильм (драма): 

«Вавилон»
Лучший фильм (комедия или мюзикл): 

«Девушки мечты»
Лучший драматический сериал: 

«Анатомия страсти»
Лучший сериал (комедия или мюзикл): 

«Дурнушка»
Лучший мини-сериал или фильм на ТВ: 

«Елизавета I»
< 63-я Церемонии вручения 65-я >
64-я церемония вручения наград премии «Золотой глобус» за заслуги в области кинематографа за 2006 год состоялась 15 января 2007 года в Лос-Анджелесе.

## Победители и номинанты
Здесь приведён полный список победителей и номинантов.  Победители выделены отдельным цветом :

### Полнометражные фильмы
| Категории                                | Фотографии лауреатов                                                   | Победители и номинанты                                         |
| ---------------------------------------- | ---------------------------------------------------------------------- | -------------------------------------------------------------- |
| Лучший фильм (драма)                     |                                                                        | • «Вавилон»                                                    |
| Лучший фильм (драма)                     | • «Бобби»                                                              |                                                                |
| Лучший фильм (драма)                     | • «Королева»                                                           |                                                                |
| Лучший фильм (драма)                     | • «Отступники»                                                         |                                                                |
| Лучший фильм (драма)                     | • «Как малые дети»                                                     |                                                                |
| Лучший фильм (комедия или мюзикл)        |                                                                        | • «Девушки мечты»                                              |
| Лучший фильм (комедия или мюзикл)        | • «Борат»                                                              |                                                                |
| Лучший фильм (комедия или мюзикл)        | • «Здесь курят»                                                        |                                                                |
| Лучший фильм (комедия или мюзикл)        | • «Дьявол носит Prada»                                                 |                                                                |
| Лучший фильм (комедия или мюзикл)        | • «Маленькая мисс Счастье»                                             |                                                                |
| Лучший режиссёр                          |                                                                        | • Мартин Скорсезе — «Отступники»                               |
| Лучший режиссёр                          | • Стивен Фрирз — «Королева»                                            |                                                                |
| Лучший режиссёр                          | • Клинт Иствуд — «Письма с Иводзимы»                                   |                                                                |
| Лучший режиссёр                          | • Клинт Иствуд — «Флаги наших отцов»                                   |                                                                |
| Лучший режиссёр                          | • Алехандро Гонсалес Иньярриту — «Вавилон»                             |                                                                |
| Лучшая мужская роль (драма)              |                                                                        | • Форест Уитакер — «Последний король Шотландии»                |
| Лучшая мужская роль (драма)              | • Питер О’Тул — «Венера»                                               |                                                                |
| Лучшая мужская роль (драма)              | • Уилл Смит — «В погоне за счастьем»                                   |                                                                |
| Лучшая мужская роль (драма)              | • Леонардо Ди Каприо — «Отступники»                                    |                                                                |
| Лучшая мужская роль (драма)              | • Леонардо Ди Каприо — «Кровавый алмаз»                                |                                                                |
| Лучшая женская роль (драма)              |                                                                        | • Хелен Миррен — «Королева»                                    |
| Лучшая женская роль (драма)              | • Пенелопа Крус — «Возвращение»                                        |                                                                |
| Лучшая женская роль (драма)              | • Джуди Денч — «Скандальный дневник»                                   |                                                                |
| Лучшая женская роль (драма)              | • Кейт Уинслет — «Как малые дети»                                      |                                                                |
| Лучшая женская роль (драма)              | • Мэгги Джилленхол — «Малышка Шерри»                                   |                                                                |
| Лучшая мужская роль (комедия или мюзикл) |                                                                        | • Саша Барон Коэн — «Борат»                                    |
| Лучшая мужская роль (комедия или мюзикл) | • Аарон Экхарт — «Здесь курят»                                         |                                                                |
| Лучшая мужская роль (комедия или мюзикл) | • Уилл Феррелл — «Персонаж»                                            |                                                                |
| Лучшая мужская роль (комедия или мюзикл) | • Чиветел Эджиофор — «Чумовые боты»                                    |                                                                |
| Лучшая мужская роль (комедия или мюзикл) | • Джонни Депп — «Пираты Карибского моря: Сундук мертвеца»              |                                                                |
| Лучшая женская роль (комедия или мюзикл) |                                                                        | • Мерил Стрип — «Дьявол носит Prada»                           |
| Лучшая женская роль (комедия или мюзикл) | • Аннетт Бенинг — «На острой грани»                                    |                                                                |
| Лучшая женская роль (комедия или мюзикл) | • Тони Коллетт — «Маленькая мисс Счастье»                              |                                                                |
| Лучшая женская роль (комедия или мюзикл) | • Бейонсе Ноулз — «Девушки мечты»                                      |                                                                |
| Лучшая женская роль (комедия или мюзикл) | • Рене Зеллвегер — «Мисс Поттер»                                       |                                                                |
| Лучшая мужская роль второго плана        |                                                                        | • Эдди Мерфи — «Девушки мечты»                                 |
| Лучшая мужская роль второго плана        | • Брэд Питт — «Вавилон»                                                |                                                                |
| Лучшая мужская роль второго плана        | • Джек Николсон — «Отступники»                                         |                                                                |
| Лучшая мужская роль второго плана        | • Марк Уолберг — «Отступники»                                          |                                                                |
| Лучшая мужская роль второго плана        | • Бен Аффлек — «Смерть Супермена»                                      |                                                                |
| Лучшая женская роль второго плана        |                                                                        | • Дженнифер Хадсон — «Девушки мечты»                           |
| Лучшая женская роль второго плана        | • Ринко Кикути — «Вавилон»                                             |                                                                |
| Лучшая женская роль второго плана        | • Адриана Барраса — «Вавилон»                                          |                                                                |
| Лучшая женская роль второго плана        | • Эмили Блант — «Дьявол носит Prada»                                   |                                                                |
| Лучшая женская роль второго плана        | • Кейт Бланшетт — «Скандальный дневник»                                |                                                                |
| Лучший сценарий                          |                                                                        | • «Королева» — Питер Морган                                    |
| Лучший сценарий                          | • «Вавилон» — Гильермо Арриага                                         |                                                                |
| Лучший сценарий                          | • «Скандальный дневник» — Патрик Марбер                                |                                                                |
| Лучший сценарий                          | • «Отступники» — Уильям Монахан                                        |                                                                |
| Лучший сценарий                          | • «Как малые дети» — Том Перротта, Тодд Филд                           |                                                                |
| Лучшая музыка к фильму                   |                                                                        | • «Разрисованная вуаль» — Александр Деспла                     |
| Лучшая музыка к фильму                   | • «Вавилон» — Густаво Сантаолалья                                      |                                                                |
| Лучшая музыка к фильму                   | • «Фонтан» — Клинт Мэнселл                                             |                                                                |
| Лучшая музыка к фильму                   | • «Кочевник» — Карло Силиотто                                          |                                                                |
| Лучшая музыка к фильму                   | • «Код да Винчи» — Ханс Циммер                                         |                                                                |
| Лучшая песня                             |                                                                        | • «The Song Of The Heart» (в исполнении Принса) — «Делай ноги» |
| Лучшая песня                             | • «Listen» (в исполнении Бейонсе) — «Девушки мечты»                    |                                                                |
| Лучшая песня                             | • «A Father’s Way» (в исполнении Seal) — «В погоне за счастьем»        |                                                                |
| Лучшая песня                             | • «Try Not To Remember» (в исполнении Шерил Кроу) — «Дом храбрых»      |                                                                |
| Лучшая песня                             | • «Never Gonna Break My Faith» (в исполнении Брайана Адамса) — «Бобби» |                                                                |
| Лучший анимационный фильм                |                                                                        | • «Тачки»                                                      |
| Лучший анимационный фильм                | • «Дом-монстр»                                                         |                                                                |
| Лучший анимационный фильм                | • «Делай ноги»                                                         |                                                                |
| Лучший фильм на иностранном языке        |                                                                        | • «Письма с Иводзимы» • США, Япония                            |
| Лучший фильм на иностранном языке        | • «Апокалипсис» • США                                                  |                                                                |
| Лучший фильм на иностранном языке        | • «Жизнь других» • Германия                                            |                                                                |
| Лучший фильм на иностранном языке        | • «Лабиринт фавна» • Мексика                                           |                                                                |
| Лучший фильм на иностранном языке        | • «Возвращение» • Испания                                              |                                                                |

### Телевизионные фильмы и сериалы
| Категории                                                                 | Фотографии лауреатов                                      | Победители и номинанты           |
| ------------------------------------------------------------------------- | --------------------------------------------------------- | -------------------------------- |
| Лучший телевизионный сериал (драма)                                       |                                                           | • «Анатомия страсти»             |
| Лучший телевизионный сериал (драма)                                       | • «24 часа»                                               |                                  |
| Лучший телевизионный сериал (драма)                                       | • «Герои»                                                 |                                  |
| Лучший телевизионный сериал (драма)                                       | • «Большая любовь»                                        |                                  |
| Лучший телевизионный сериал (драма)                                       | • «Остаться в живых»                                      |                                  |
| Лучший телевизионный сериал (комедия или мюзикл)                          |                                                           | • «Дурнушка»                     |
| Лучший телевизионный сериал (комедия или мюзикл)                          | • «Офис»                                                  |                                  |
| Лучший телевизионный сериал (комедия или мюзикл)                          | • «Дурман»                                                |                                  |
| Лучший телевизионный сериал (комедия или мюзикл)                          | • «Красавцы»                                              |                                  |
| Лучший телевизионный сериал (комедия или мюзикл)                          | • «Отчаянные домохозяйки»                                 |                                  |
| Лучшая мужская роль в телевизионном сериале (драма)                       |                                                           | • Хью Лори — «Доктор Хаус»       |
| Лучшая мужская роль в телевизионном сериале (драма)                       | • Патрик Дэмпси — «Анатомия страсти»                      |                                  |
| Лучшая мужская роль в телевизионном сериале (драма)                       | • Майкл Си Холл — «Декстер»                               |                                  |
| Лучшая мужская роль в телевизионном сериале (драма)                       | • Билл Пэкстон — «Большая любовь»                         |                                  |
| Лучшая мужская роль в телевизионном сериале (драма)                       | • Кифер Сазерленд — «24 часа»                             |                                  |
| Лучшая женская роль в телевизионном сериале (драма)                       |                                                           | • Кира Седжвик — «Ищейка»        |
| Лучшая женская роль в телевизионном сериале (драма)                       | • Эди Фалко — «Клан Сопрано»                              |                                  |
| Лучшая женская роль в телевизионном сериале (драма)                       | • Патрисия Аркетт — «Медиум»                              |                                  |
| Лучшая женская роль в телевизионном сериале (драма)                       | • Эванджелин Лилли — «Остаться в живых»                   |                                  |
| Лучшая женская роль в телевизионном сериале (драма)                       | • Эллен Помпео — «Анатомия страсти»                       |                                  |
| Лучшая мужская роль в телевизионном сериале (комедия или мюзикл)          |                                                           | • Алек Болдуин — «Студия 30»     |
| Лучшая мужская роль в телевизионном сериале (комедия или мюзикл)          | • Тони Шалуб — «Детектив Монк»                            |                                  |
| Лучшая мужская роль в телевизионном сериале (комедия или мюзикл)          | • Джейсон Ли — «Меня зовут Эрл»                           |                                  |
| Лучшая мужская роль в телевизионном сериале (комедия или мюзикл)          | • Зак Брафф — «Клиника»                                   |                                  |
| Лучшая мужская роль в телевизионном сериале (комедия или мюзикл)          | • Стив Карелл — «Офис»                                    |                                  |
| Лучшая женская роль в телевизионном сериале (комедия или мюзикл)          |                                                           | • Америка Феррера — «Дурнушка»   |
| Лучшая женская роль в телевизионном сериале (комедия или мюзикл)          | • Марсия Кросс — «Отчаянные домохозяйки»                  |                                  |
| Лучшая женская роль в телевизионном сериале (комедия или мюзикл)          | • Фелисити Хаффман — «Отчаянные домохозяйки»              |                                  |
| Лучшая женская роль в телевизионном сериале (комедия или мюзикл)          | • Мэри-Луиз Паркер — «Дурман»                             |                                  |
| Лучшая женская роль в телевизионном сериале (комедия или мюзикл)          | • Джулия Луи-Дрейфус — «Новые приключения старой Кристин» |                                  |
| Лучший мини-сериал или телефильм                                          |                                                           | • «Елизавета I»                  |
| Лучший мини-сериал или телефильм                                          | • «Холодный дом»                                          |                                  |
| Лучший мини-сериал или телефильм                                          | • «Прерванный путь»                                       |                                  |
| Лучший мини-сериал или телефильм                                          | • «Миссис Харрис»                                         |                                  |
| Лучший мини-сериал или телефильм                                          | • «Главный подозреваемый»                                 |                                  |
| Лучшая мужская роль (мини-сериал или телефильм)                           |                                                           | • Билл Найи — «Дочь Гидеона»     |
| Лучшая мужская роль (мини-сериал или телефильм)                           | • Роберт Дюваль — «Прерванный путь»                       |                                  |
| Лучшая мужская роль (мини-сериал или телефильм)                           | • Бен Кингсли — «Миссис Харрис»                           |                                  |
| Лучшая мужская роль (мини-сериал или телефильм)                           | • Андре Брауэр — «Вор»                                    |                                  |
| Лучшая мужская роль (мини-сериал или телефильм)                           | • Майкл Или — «Узнай врага»                               |                                  |
| Лучшая мужская роль (мини-сериал или телефильм)                           | • Чиветел Эджиофор — «Цунами»                             |                                  |
| Лучшая мужская роль (мини-сериал или телефильм)                           | • Мэттью Перри — «История Рона Кларка»                    |                                  |
| Лучшая женская роль (мини-сериал или телефильм)                           |                                                           | • Хелен Миррен — «Елизавета I»   |
| Лучшая женская роль (мини-сериал или телефильм)                           | • Хелен Миррен — «Главный подозреваемый»                  |                                  |
| Лучшая женская роль (мини-сериал или телефильм)                           | • Аннетт Бенинг — «Миссис Харрис»                         |                                  |
| Лучшая женская роль (мини-сериал или телефильм)                           | • Софи Оконедо — «Цунами»                                 |                                  |
| Лучшая женская роль (мини-сериал или телефильм)                           | • Джиллиан Андерсон — «Холодный дом»                      |                                  |
| Лучшая мужская роль второго плана (мини-сериал, телесериал или телефильм) |                                                           | • Джереми Айронс — «Елизавета I» |
| Лучшая мужская роль второго плана (мини-сериал, телесериал или телефильм) | • Джереми Пивен — «Красавцы»                              |                                  |
| Лучшая мужская роль второго плана (мини-сериал, телесериал или телефильм) | • Томас Хейден Чёрч — «Прерванный путь»                   |                                  |
| Лучшая мужская роль второго плана (мини-сериал, телесериал или телефильм) | • Джастин Кёрк — «Дурман»                                 |                                  |
| Лучшая мужская роль второго плана (мини-сериал, телесериал или телефильм) | • Маси Ока — «Герои»                                      |                                  |
| Лучшая женская роль второго плана (мини-сериал, телесериал или телефильм) |                                                           | • Эмили Блант — «Дочь Гидеона»   |
| Лучшая женская роль второго плана (мини-сериал, телесериал или телефильм) | • Тони Коллетт — «Цунами»                                 |                                  |
| Лучшая женская роль второго плана (мини-сериал, телесериал или телефильм) | • Элизабет Перкинс — «Дурман»                             |                                  |
| Лучшая женская роль второго плана (мини-сериал, телесериал или телефильм) | • Кэтрин Хайгл — «Анатомия страсти»                       |                                  |
| Лучшая женская роль второго плана (мини-сериал, телесериал или телефильм) | • Сара Полсон — «Студия 60 на Сансет-стрит»               |                                  |

## Премия Сесиля Б. Де Милля
| Награда за вклад в кинематограф | Фотография | Актёр, режиссёр, продюсер |
| ------------------------------- | ---------- | ------------------------- |
| Премия Сесиля Б. Де Милля       |            | • Уоррен Битти            |

## Мисс/Мистер «Золотой глобус»
| Символическая награда        | Изображение | Имя                |
| ---------------------------- | ----------- | ------------------ |
| Мисс/Мистер «Золотой глобус» |             | • Лоррейн Николсон |